# Chlorops laevifrons
Chlorops laevifrons är en tvåvingeart som beskrevs av Becker 1911. Chlorops laevifrons ingår i släktet Chlorops och familjen fritflugor. Inga underarter finns listade i Catalogue of Life.